# Calophyllum mesoamericanum
Calophyllum mesoamericanum är en tvåhjärtbladig växtart som beskrevs av Vela Díaz. Calophyllum mesoamericanum ingår i släktet Calophyllum och familjen Calophyllaceae. Inga underarter finns listade i Catalogue of Life.